# Florin Mergea
Florin Mergea (Craiova, 26 gennaio 1985) è un tennista rumeno.
Specialista del doppio, è stato numero 7 del ranking ATP nel 2015 ed ha conquistato 7 titoli del circuito maggiore, tra cui il Masters di Madrid 2015 con Rohan Bopanna. Ha inoltre raggiunto la finale delle ATP Finals 2015 sempre con Bopanna e ha conquistato l'argento alle Olimpiadi di Rio 2016 con Horia Tecău.

## Carriera sportiva

### Junior
Ha vinto nel singolare ragazzi il Torneo giovanile di Wimbledon 2003 e nel doppio, sempre nei tornei giovanili, in coppia con Horia Tecău a Wimbledon nel 2002 e nel 2003.

### 2016: argento olimpico
Nel 2016 raggiunge la finale alle Olimpiadi di Rio de Janeiro insieme a Tecău. Perdono da Rafael Nadal e Marc López.

## Statistiche

### Doppio

#### Vittorie (7)
| Legenda                   |
| Grande Slam (0)           |
| ATP World Tour Finals (0) |
| ATP Masters 1000 (1)      |
| ATP World Tour 500 (2)    |
| ATP World Tour 250 (4)    |

| Numero | Data            | Torneo                                   | Superficie  | Compagno             | Avversari in finale               | Punteggio           |
| 1.     | 20 ottobre 2013 | Vienna Open, Vienna                      | Cemento     | Lukáš Rosol          | Daniel Nestor Julian Knowle       | 7-5, 6-4            |
| 2.     | 9 febbraio 2014 | Movistar Open, Viña del Mar              | Terra rossa | Oliver Marach        | Juan Sebastián Cabal Robert Farah | 6-3, 6-4            |
| 3.     | 20 luglio 2014  | International German Open, Amburgo       | Terra rossa | Marin Draganja       | Alexander Peya Bruno Soares       | 6-4, 7-5            |
| 4.     | 10 maggio 2015  | Mutua Madrid Open, Madrid                | Terra rossa | Rohan Bopanna        | Marcin Matkowski Nenad Zimonjić   | 6–2, 6(5)–7, [11–9] |
| 5.     | 14 giugno 2015  | Mercedes Cup, Stoccarda                  | Erba        | Rohan Bopanna        | Alexander Peya Bruno Soares       | 5–7, 6–2, [10–7]    |
| 6.     | 25 aprile 2016  | BRD Năstase Țiriac Trophy, Bucarest      | Terra rossa | Horia Tecău          | Chris Guccione André Sá           | 7-5, 6-4            |
| 7.     | 30 aprile 2017  | Barcelona Open Banc Sabadell, Barcellona | Terra rossa | Aisam-ul-Haq Qureshi | Philipp Petzschner Alexander Peya | 6-4, 6-3            |

#### Finali perse (8)
| Legenda                   |
| Grande Slam (0)           |
| ATP World Tour Finals (1) |
| Giochi olimpici (1)       |
| ATP Masters 1000 (1)      |
| ATP World Tour 500 (1)    |
| ATP World Tour 250 (4)    |

| Numero | Data             | Torneo                           | Superficie  | Compagno       | Avversari in finale           | Punteggio         |
| 1.     | 17 gennaio 2015  | Heineken Open, Auckland          | Cemento     | Dominic Inglot | Raven Klaasen Leander Paes    | 6(1)–7, 4–6       |
| 2.     | 8 febbraio 2015  | Open Sud de France, Montpellier  | Cemento (i) | Dominic Inglot | Marcus Daniell Artem Sitak    | 6–3, 4–6, [14–16] |
| 3.     | 11 aprile 2015   | Grand Prix Hassan II, Casablanca | Terra rossa | Rohan Bopanna  | Rameez Junaid Adil Shamasdin  | 6-3, 2-6, [7-10]  |
| 4.     | 21 giugno 2015   | Halle Open, Halle (Westf.)       | Erba        | Rohan Bopanna  | Raven Klaasen Rajeev Ram      | 6(5)–7, 2-6       |
| 5.     | 22 novembre 2015 | ATP World Tour Finals, Londra    | Cemento (i) | Rohan Bopanna  | Jean-Julien Rojer Horia Tecău | 4–6, 3–6          |
| 6.     | 16 gennaio 2016  | Sydney International, Sydney     | Cemento     | Rohan Bopanna  | Jamie Murray Bruno Soares     | 3–6, 6(6)–7       |
| 7.     | 8 maggio 2016    | Mutua Madrid Open, Madrid        | Terra rossa | Rohan Bopanna  | Jean-Julien Rojer Horia Tecău | 4-6, 6(5)–7       |
| 8.     | 12 agosto 2016   | Giochi Olimpici, Rio de Janeiro  | Cemento     | Horia Tecău    | Marc López Rafael Nadal       | 2-6, 6-3, 4-6     |